# Tirunesh Dibaba
Tirunesh Dibaba Keneni (Bekoji, 1º ottobre 1985) è una mezzofondista e maratoneta etiope, vincitrice di tre titoli olimpici, di cui uno nei 5000 metri piani e due nei 10000 metri piani.
In carriera ha vinto anche due titoli mondiali nei 5000 m piani, tre nei 10000 m piani e quattro individuali nella corsa campestre seniores. Ha inoltre detenuto diversi record mondiali tra cui quello dei 5000 m piani, stabilito il 6 giugno 2008 ad Oslo e rimasto imbattuto fino al 7 ottobre 2020.
È stata la più giovane campionessa mondiale di atletica leggera in una specialità individuale, vincendo a 17 anni e 333 giorni il titolo dei 5000 m piani ai Mondiali di Parigi Saint-Denis 2003, nonché la prima atleta femminile capace di vincere l'oro dei 5000 e 10000 m piani nella stessa edizione dei campionati mondiali (Helsinki 2005).

## Biografia

### Gli inizi
Nata nel villaggio di Bekoji, Tirunesh Dibaba è la quarta di sei figli. Appartenente al gruppo etnico Oromo, è cresciuta nella zona di Arsi, nella regione di Oromia.
Proviene da una famiglia molto legata all'atletica. Sua cugina è Derartu Tulu, campionessa olimpica 1992 e 2000, nonché campionessa mondiale 2001 nei 10000 metri piani. La sorella maggiore, Ejegayehu, è stata argento olimpico nei 10000 m ad Atene 2004 e due volte bronzo mondiale, mentre la sorella minore, Genzebe (classe 1991), è stata campionessa mondiale dei 1500 metri piani a Pechino 2015, cinque volte campionessa mondiale indoor e pluri-primatista mondiale.
Nel 2000 Tirunesh e la sorella Ejegayehu si trasferiscono ad Addis Abeba per terminare le scuole superiori. Nella capitale dell'Etiopia vivono con la cugina Bekelu, anch'essa discreta atleta, ma Tirunesh arriva troppo tardi per l'iscrizione scolastica. Invece di tornare a casa decide di rimanere ad Addis Abeba e con l'aiuto della cugina, membro del club sportivo della polizia penitenziaria, inizia a praticare seriamente l'atletica leggera, nonostante i dubbi e le perplessità di molti che non intravedono in lei un grande futuro sportivo a causa del suo fisico esile.
Si mette subito in luce in alcune gare juniores locali e nel 2001 ottiene la qualificazione per i Mondiali di corsa campestre di Ostenda dove, non ancora sedicenne, raggiunge un ottimo quinto posto nella gara riservata alla categoria juniores. L'anno successivo si consacra definitivamente a livello giovanile ottenendo le sue prime medaglie internazionali: ai Mondiali di cross, questa volta di scena a Dublino, giunge seconda nella gara riservata alle atlete juniores mentre ai Campionati del mondo juniores di Kingston è argento sulla distanza dei 5000 m, preceduta dalla futura rivale Meseret Defar.
Il 2003 inizia ancora meglio: a Losanna riesce finalmente ad imporsi nella gara juniores dei Mondiali di cross con il tempo di 20"21 e nel mese di giugno, ad Oslo, stabilisce il nuovo primato mondiale juniores dei 5000 m piani con il tempo di 14'39"94, garantendosi così la partecipazione ai Mondiali di Saint-Denis. A quasi 18 anni stabilisce così il primato come atleta etiope più giovane di sempre che partecipa ad un mondiale di atletica leggera.

### 2003: il primo titolo mondiale
Le sue straordinarie doti si rivelano agli occhi di tutto il mondo a Saint-Denis, dove a sorpresa vince il titolo mondiale dei 5000 m piani battendo allo sprint in una gara molto tattica, chiusa con il tempo di 14'51"72, la spagnola Marta Domínguez e la keniota Edith Masai, atlete ben più esperte e favorite di lei. Con questa inaspettata vittoria Tirunesh diventa l'atleta più giovane ad aver vinto una medaglia d'oro nella storia dei campionati del mondo di atletica leggera.
Nella stagione indoor seguente realizza ben due record mondiali juniores: a Boston stabilisce il nuovo limite mondiale dei 5000 m piani con il tempo di 14'53"99, mentre a Birmingham realizza con 8'33"56 il nuovo primato mondiale di categoria dei 3000 m piani. A Bruxelles, nell'ormai abituale appuntamento annuale con i mondiali di cross, Dibaba guida la nazionale etiope al titolo a squadre femminile, ma nella corsa breve deve accontentarsi dell'argento, preceduta da Edith Masai.
Nel mese di giugno gareggia nei 5000 m piani ai Bislett Games di Oslo, meeting valido per la Golden League, realizzando il nuovo primato mondiale juniores con il tempo di 14'30"88. La gara viene vinta dalla turca, di origine etiope, Elvan Abeylegesse che stabilisce il nuovo primato mondiale della distanza, precedendo la Dibaba che con questa prestazione si assicura il posto nella spedizione etiope ai Giochi olimpici di Atene.
Alle Olimpiadi ottiene la medaglia di bronzo sui 5000 m e diventa la più giovane atleta etiope ad aver vinto una medaglia olimpica. Viene preceduta dalla connazionale Meseret Defar, medaglia d'oro, e da Isabella Ochichi, vincitrice della medaglia d'argento.

### 2005-2007: nuovamente sul trono mondiale
Tirunesh inaugura la stagione 2005 realizzando il nuovo record mondiale indoor dei 5000 m piani con il tempo di 14'32"93. Il nuovo primato, stabilito a Boston, rappresenta per Tirunesh il primo record mondiale seniores in carriera.
Visto l'ottimo stato di forma viene selezionata per i mondiali di corsa campestre sia sulla distanza breve che su quella lunga, non venendo meno alle attese. A Saint-Galmier, in una gara estremamente tattica, duella con la connazionale Werknesh Kidane e le due keniote Isabella Ochichi e Alice Timbilil; Tirunesh riesce ad aver la meglio sulle rivali negli ultimi 400 metri conquistando la vittoria nella corsa lunga. Il giorno seguente raddoppia conquistando anche la gara breve, battendo nuovamente Kidane e Ochichi.
Una settimana dopo a Carlsbad, California, eguaglia il primato mondiale dei 5 km (gara corsa su strada) appartenente alla britannica Paula Radcliffe con il tempo di 14'51. L'unica sconfitta stagionale per la Dibaba arriva durante i campionati etiopi di Addis Abeba, quando viene sconfitta nei 5000 m piani da Gelete Burka, campionessa mondiale juniores in carica di corsa campestre.

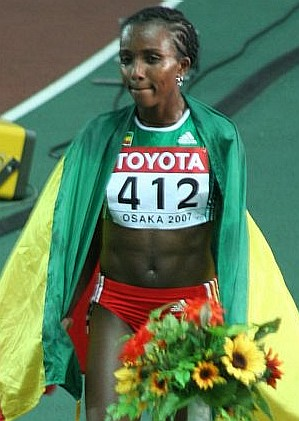
Tirunesh Dibaba ai Mondiali di

Nel seguito della stagione pre-mondiale Tirunesh raccoglie vittorie nei meeting di New York, Oslo e Roma. A Sollentuna, in Svezia, stabilisce il mondiale stagionale dei 10000 m piani con 30'15"17, tempo che le assicura la partecipazione ai mondiali di Helsinki anche su questa distanza. Tirunesh si presenta così, alla vigilia della rassegna iridata in Finlandia, pronta a tentare una storica doppietta su 5000 e 10000 m piani, nonostante i soli 20 anni d'età.
Il 6 agosto, ai Campionati mondiali di Helsinki si impone nei 10000 m piani, davanti alla connazionale Berhane Adere ed alla sorella Ejegayehu con il tempo di 30'24"02; il 13 agosto domina la volata dei 5000 m piani, battendo in 14'38"59 la rivale Meseret Defar e relegando di nuovo la sorella Ejegayehu al terzo posto. Diventa così la prima donna nella storia dei campionati mondiali ad aver vinto nella stessa edizione 5000 e 10000 m piani.

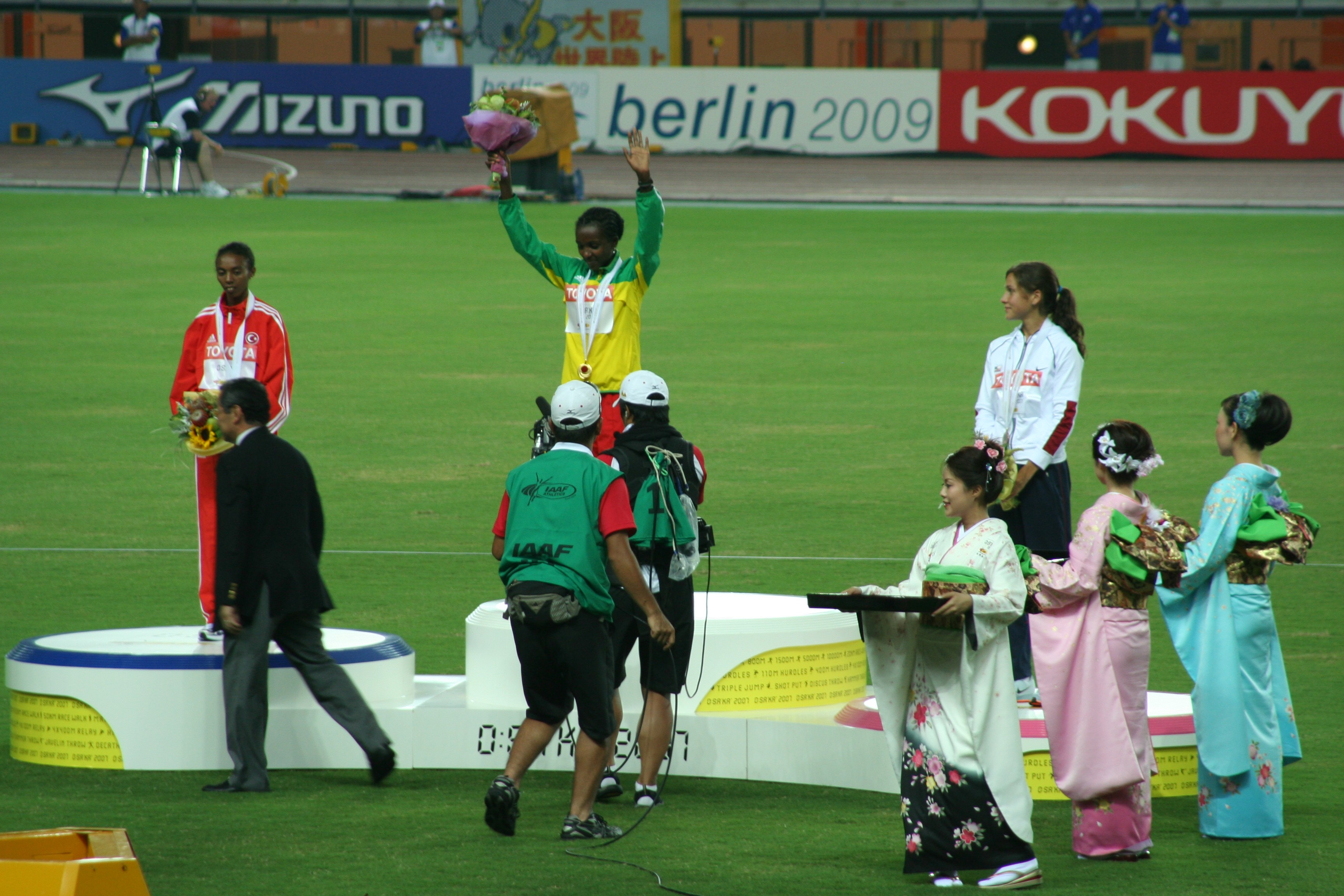
Cerimonia di premiazione dei 10000 m piani ad

L'inizio del 2006 per Tirunesh Dibaba è caratterizzato da alcuni infortuni che ne compromettono la preparazione; nonostante ciò si presenta al via dei mondiali di corsa campestre a Fukuoka per difendere i due titoli conquistati l'anno precedente nelle gare di corsa corta e corsa lunga. Nella distanza lunga riesce a confermare il suo titolo battendo l'olandese Lornah Kiplagat nelle fasi conclusive di gara ma la condizione precaria non le permette di terminare la gara breve.
Durante il prosieguo dell'anno sfiora la conquista del jackpot della Golden League vincendo 5 gare su 6 nei 5000 m piani; viene sconfitta solamente nell'ultimo appuntamento a Berlino dalla Defar, in un finale di gara che inasprisce i rapporti tra le due atlete etiopi, già tesi da qualche tempo. Una parziale rivincita Tirunesh Dibaba la ottiene alla World Athletics Final] di Stoccarda dove sopravanza la Defar sui 5000 m con il tempo di 16'04"77. Non paga vince anche la gara dei 3000 m piani valida per la Coppa del mondo 2006.
Nel 2007 si presenta da favorita ai campionati del mondo di cross, che si tengono a Mombasa. Non riesce però a difendere il suo titolo patendo oltremodo, così come molti suoi connazionali le condizioni climatiche e l'umidità eccessiva presente in quei giorni nella città keniota. Il titolo va all'olandese, di origine keniota, Lornah Kiplagat che precede la stessa Dibaba.
L'anno prosegue alla ricerca della condizione migliore per i mondiali che si terranno a fine agosto e Tirunesh raccoglie un successo nella tappa parigina della Golden League sui 5000 m piani.
Ad Osaka 2007, a metà gara dei 10000 m piani Dibaba accusa problemi di stomaco staccandosi dal gruppo di testa. Riesce quindi a superare i dolori, rientra e a due giri dalla fine è sola in testa in compagnia di Elvan Abeylegesse. All'ultimo giro compie la consueta irresistibile progressione, vince e diventa la prima donna a riuscire a difendere il titolo mondiale nei 10000 m piani. A causa dei problemi fisici patiti in gara, rinuncia invece a prendere parte alla prova dei 5000 m piani.

### 2008: doppio oro olimpico
Nel 2008 conquista un altro oro ai mondiali di corsa campestre di Edimburgo, nonostante un ennesimo problema fisico patito a metà gara. La vittoria nella città scozzese regala alla Dibaba il suo terzo titolo mondiale consecutivo nella corsa lunga seniores, raggiungendo nell'albo d'oro della specialità con tre vittorie la cugina Derartu Tulu e la statunitense Lynn Jennings. Il trionfo della famiglia Dibaba è completato dalla giovane Genzebe che vince il titolo mondiale juniores di specialità.
Un mese dopo, Tirunesh Dibaba prende parte ai Campionati africani che si tengono nella sua terra natale, precisamente ad Addis Abeba. Spinta da un grande tifo conquista l'oro nella gara dei 10000 m piani, precedendo ancora una volta la sorella maggiore Ejegayehou e la connazionale Wude Ayalew.
Il 6 giugno nello stadio di Oslo ottiene il suo primo record mondiale dei 5000 metri piani fermando il cronometro a 14'11"15 (ben 5 secondi meglio del precedente record mondiale di Meseret Defar).
Il 15 agosto ai Giochi olimpici di Pechino si laurea campionessa olimpica nei 10000 m piani battendo, ancora con un impressionante ultimo giro di pista, la turca Elvan Abeylegesse ed ottenendo la seconda prestazione mondiale di sempre in 29'54"66 (nonché record olimpico e primato africano); sette giorni dopo corona la sua olimpiade vincendo anche i 5000 m piani, precedendo sempre la Abeylegesse e realizzando così la prima storica doppietta femminile sulle due distanze nella storia delle Olimpiadi.
Al ritorno in Etiopia non mancano premi e riconoscimenti: viene insignita del grado di sovrintendente capo dall'amministrazione della Polizia Penitenziaria, per il suo servizio e contributo al club ed alla nazione, ed un ospedale di Addis Abeba viene denominato Tirunesh-Beijing dall'amministrazione comunale, in onore delle sue imprese sportive nella capitale cinese.
Viene nominata atleta dell'anno dalla rivista Track & Field News e riceve inoltre il premio della IAAF per la miglior prestazione di un'atleta femminile, bissando così il riconoscimento già vinto nel 2005.
Non mancano le soddisfazioni anche nella vita privata: a fine stagione ad Addis Abeba convola a nozze con il connazionale Sileshi Sihine, medaglia d'argento sui 10000 m piani alle Olimpiadi del 2004 ad Atene e del 2008 a Pechino.
Nel 2009 un infortunio non le permette di partecipare ai Mondiali di corsa campestre di Amman e soprattutto ai Mondiali di Berlino, non potendo così difendere i titoli iridati vinti due anni prima ad Osaka.
Torna alle gare a settembre partecipando alla World Athletics Final tenutasi a Salonicco e raccogliendo un ottimo secondo posto sui 5000 m piani. Il 15 novembre vince la gara di 15 km su strada a Nimega, nei Paesi Bassi e stabilisce anche il nuovo primato mondiale della distanza in 46'28", battendo il precedente record di Kayoko Fukushi di quasi mezzo minuto.
Il 3 agosto 2012, durante i Giochi olimpici di Londra, vince la medaglia d'oro nei 10000 m piani, percorsi in un tempo di 30'20"75, ed il bronzo nei 5000 m piani.

## Record mondiali
Tirunesh Dibaba ha conseguito in carriera diversi record; quelli ancora detenuti attualmente sono i seguenti:
Under 20
- 5000 metri piani: 14'30"88 ( Bergen, 11 giugno 2004)

## Progressione

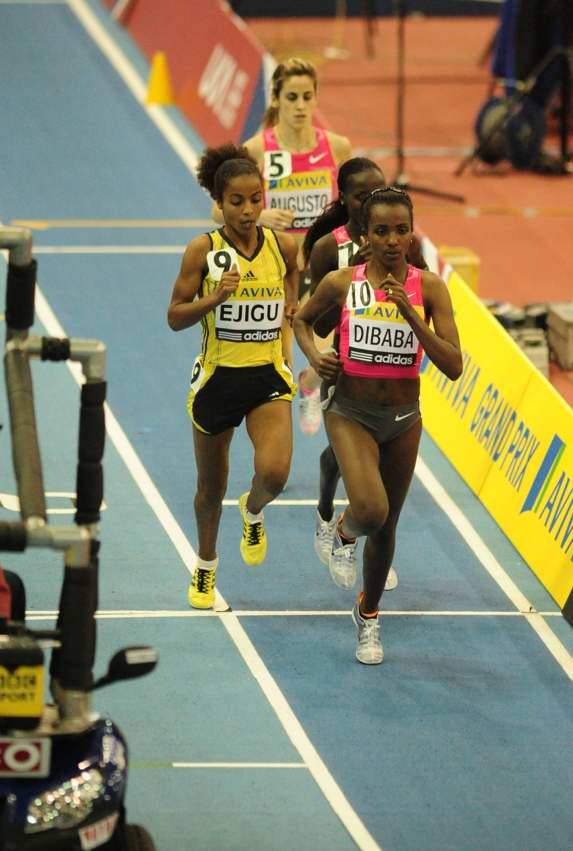
Tirunesh Dibaba al meeting indoor di Birmingham nel 2010

### 5000 metri piani
| Stagione | Tempo    | Luogo       | Data      | Rank. Mond. |
| -------- | -------- | ----------- | --------- | ----------- |
| 2016     | 14'41"73 | Courtrai    | 9-7-2016  | 13ª         |
| 2013     | 14'23"68 | Saint-Denis | 6-7-2013  | 1ª          |
| 2012     | 14'50"80 | New York    | 9-6-2012  | 11ª         |
| 2010     | 14'34"07 | Eugene      | 3-7-2010  | 7ª          |
| 2009     | 14'33"65 | Londra      | 25-7-2009 | 1ª          |
| 2008     | 14'11"15 | Oslo        | 6-6-2008  | 1ª          |
| 2007     | 14'35"67 | New York    | 2-6-2007  | 5ª          |
| 2006     | 14'30"40 | Oslo        | 2-6-2006  | 2ª          |
| 2005     | 14'32"42 | New York    | 11-6-2005 | 3ª          |
| 2004     | 14'30"88 | Bergen      | 11-6-2004 | 3ª          |
| 2003     | 14'39"94 | Oslo        | 27-6-2003 | 3ª          |
| 2002     | 14'49"90 | Berlino     | 6-9-2002  | 13ª         |

### 10000 metri piani
| Stagione | Tempo    | Luogo          | Data      | Rank. Mond. |
| -------- | -------- | -------------- | --------- | ----------- |
| 2017     | 31'02"69 | Londra         | 5-8-2017  | 6ª          |
| 2016     | 29'42"56 | Rio de Janeiro | 12-8-2016 | 3ª          |
| 2013     | 30'26"67 | Ostrava        | 27-6-2012 | 2ª          |
| 2012     | 30'20"75 | Londra         | 3-8-2012  | 1ª          |
| 2010     | 31'51"39 | Nairobi        | 31-7-2010 | 18ª         |
| 2008     | 29'54"66 | Pechino        | 15-8-2008 | 1ª          |
| 2007     | 31'55"41 | Osaka          | 25-8-2007 | 36ª         |
| 2005     | 30'15"67 | Sollentuna     | 28-6-2005 | 1ª          |

## Palmarès
| Anno | Manifestazione      | Sede           | Evento         | Risultato | Prestazione | Note                                     |
| ---- | ------------------- | -------------- | -------------- | --------- | ----------- | ---------------------------------------- |
| 2001 | Mondiali di cross   | Ostenda        | Corsa U20      | 5ª        | 22'08"      |                                          |
| 2001 | Mondiali di cross   | Ostenda        | A squadre U20  | Oro       | 16 p.       |                                          |
| 2002 | Mondiali di cross   | Dublino        | Corsa U20      | Argento   | 20'14"      |                                          |
| 2002 | Mondiali di cross   | Dublino        | A squadre U20  | Argento   | 24 p.       |                                          |
| 2002 | Mondiali U20        | Kingston       | 5000 m piani   | Argento   | 15'55"99    |                                          |
| 2003 | Mondiali di cross   | Losanna        | Corsa breve    | 7ª        | 12'54"      |                                          |
| 2003 | Mondiali di cross   | Losanna        | A squadre      | Argento   | 24 p.       |                                          |
| 2003 | Mondiali di cross   | Losanna        | Corsa U20      | Oro       | 20'21"      |                                          |
| 2003 | Mondiali di cross   | Losanna        | A squadre U20  | Oro       | 14 p.       |                                          |
| 2003 | Mondiali            | Saint-Denis    | 5000 m piani   | Oro       | 14'51"72    |                                          |
| 2003 | Giochi panafricani  | Abuja          | 5000 m piani   | 4ª        | 16'43"4     | m                                        |
| 2004 | Mondiali di cross   | Bruxelles      | Corsa breve    | Argento   | 13'09"      |                                          |
| 2004 | Mondiali di cross   | Bruxelles      | A squadre      | Oro       | 19 p.       |                                          |
| 2004 | Giochi olimpici     | Atene          | 5000 m piani   | Bronzo    | 14'51"83    |                                          |
| 2005 | Mondiali di cross   | Saint-Galmier  | Corsa breve    | Oro       | 13'15"      |                                          |
| 2005 | Mondiali di cross   | Saint-Galmier  | A squadre      | Oro       | 18 p.       |                                          |
| 2005 | Mondiali di cross   | Saint-Galmier  | Corsa lunga    | Oro       | 26'34"      |                                          |
| 2005 | Mondiali di cross   | Saint-Galmier  | A squadre      | Oro       | 16 p.       |                                          |
| 2005 | Mondiali            | Helsinki       | 5000 m piani   | Oro       | 14'38"59    | Miglior prestazione personale stagionale |
| 2005 | Mondiali            | Helsinki       | 10000 m piani  | Oro       | 30'24"02    |                                          |
| 2006 | Mondiali di cross   | Fukuoka        | Corsa lunga    | Oro       | 25'21"      |                                          |
| 2006 | Mondiali di cross   | Fukuoka        | A squadre      | Oro       | 16 p.       |                                          |
| 2006 | Campionati africani | Bambous        | 5000 m piani   | Argento   | 15'56"04    |                                          |
| 2007 | Mondiali di cross   | Mombasa        | Corsa seniores | Argento   | 26'47"      |                                          |
| 2007 | Mondiali di cross   | Mombasa        | A squadre      | Oro       | 19 p.       |                                          |
| 2007 | Mondiali            | Osaka          | 10000 m piani  | Oro       | 31'55"41    | Miglior prestazione personale stagionale |
| 2008 | Mondiali di cross   | Edimburgo      | Corsa seniores | Oro       | 25'10"      |                                          |
| 2008 | Mondiali di cross   | Edimburgo      | A squadre      | Oro       | 18 p.       |                                          |
| 2008 | Campionati africani | Addis Abeba    | 10000 m piani  | Oro       | 32'49"08    |                                          |
| 2008 | Giochi olimpici     | Pechino        | 5000 m piani   | Oro       | 15'41"40    |                                          |
| 2008 | Giochi olimpici     | Pechino        | 10000 m piani  | Oro       | 29'54"66    | Record olimpico                          |
| 2010 | Mondiali di cross   | Bydgoszcz      | Corsa seniores | 4ª        | 24'38"      |                                          |
| 2010 | Mondiali di cross   | Bydgoszcz      | A squadre      | Argento   | 22 p.       |                                          |
| 2010 | Campionati africani | Nairobi        | 10000 m piani  | Oro       | 31'51"39    |                                          |
| 2012 | Giochi olimpici     | Londra         | 5000 m piani   | Bronzo    | 15'05"15    |                                          |
| 2012 | Giochi olimpici     | Londra         | 10000 m piani  | Oro       | 30'20"75    | Miglior prestazione personale stagionale |
| 2013 | Mondiali            | Mosca          | 10000 m piani  | Oro       | 30'43"35    |                                          |
| 2016 | Giochi olimpici     | Rio de Janeiro | 10000 m piani  | Bronzo    | 29'42"56    | Miglior prestazione personale            |
| 2017 | Mondiali            | Londra         | 10000 m piani  | Argento   | 31'02"69    | Miglior prestazione personale stagionale |

## Campionati nazionali
2003
- Oro ai campionati etiopi, 5000 m piani - 16'01"5

2004
- Argento ai campionati etiopi, 5000 m piani - 16'03"2

2005
- Argento ai campionati etiopi, 5000 m piani - 15'45"0

2008
- Oro ai campionati etiopi, 10000 m piani - 32'49"08

## Altre competizioni internazionali
2002
- 6ª all'ISTAF Berlin ( Berlino), 5000 m piani - 14'49"90
- 11ª al Memorial Van Damme ( Bruxelles), 3000 m piani - 8'41"86
- 4ª al Prefontaine Classic ( Eugene), 3000 m piani - 8'42"57

2003
- Bronzo alla World Athletics Final ( Monaco), 5000 m piani - 14'57"87
- Bronzo ai Bislett Games ( Oslo), 5000 m piani - 14'39"94
- 6ª al Golden Gala ( Roma), 5000 m piani - 14'41"97
- 5ª all'Athletissima ( Losanna), 3000 m piani - 8'50"20

2004
- Argento ai Bislett Games ( Oslo), 5000 m piani - 14'30"88
- 4ª al Golden Gala ( Roma), 5000 m piani - 14'47"43
- Argento agli Adidas Indoor Games ( Boston), 5000 m piani indoor - 14'53"99
- Argento al Birmingham Norwich Union Indoor GP ( Birmingham), 3000 m piani indoor - 8'33"56

2005
- Argento alla World Athletics Final ( Monaco), 5000 m piani - 14'46"84
- Oro al Golden Gala ( Roma), 5000 m piani - 14'32"57

2006
- Argento alla World Athletics Final ( Stoccarda), 3000 m piani - 8'34"74
- Oro alla World Athletics Final ( Stoccarda), 5000 m piani - 16'04"77
- Oro in Coppa del mondo ( Atene), 3000 m piani - 8'33"78
- Oro ai Bislett Games ( Oslo), 5000 m piani - 14'30"40
- Oro al Memorial Van Damme ( Bruxelles), 5000 m piani - 14'30"63
- Oro alla Weltklasse Zürich ( Zurigo), 5000 m piani - 14'45"73
- Oro al Golden Gala ( Roma), 5000 m piani - 14'52"37
- Oro al Meeting de Paris ( Parigi), 5000 m piani - 14'54"24
- Oro allo Shanghai Golden Grand Prix ( Shanghai), 5000 m piani - 14'55"63
- Argento all'ISTAF Berlin ( Berlino), 5000 m piani - 15'02"87
- Oro al British Grand Prix ( Gateshead), 3000 m piani - 8'42"04

2007
- Oro al Reebok Grand Prix ( New York), 5000 m piani - 14'35"67
- Oro al Meeting de Paris ( Parigi), 5000 m piani - 15'21"84

2008
- Oro al Golden Spike ( Ostrava), 10000 m piani - 31'03"37
- Oro ai Bislett Games ( Oslo), 5000 m piani - 14'11"15
- Oro al Golden Gala ( Roma), 5000 m piani - 14'36"58

2009
- Argento alla World Athletics Final ( Salonicco), 5000 m piani - 15'25"92
- Oro alla Zevenheuvelenloop ( Nimega), 15 km - 46'28"
- Argento al Reebok Grand Prix ( New York), 5000 m piani - 14'40"93

2010
- Oro al Prefontaine Classic ( Eugene), 5000 m piani - 14'34"07

2011
- Oro alla San Silvestre Vallecana ( Madrid) - 31'30"

2012
- Oro alla Zevenheuvelenloop ( Nimega), 15 km - 47'08"
- Oro al Prefontaine Classic ( Eugene), 10000 m piani - 30'24"39

2013
- Oro al Golden Spike ( Ostrava), 10000 m piani - 30'26"67
- Oro al Meeting de Paris ( Parigi), 5000 m piani - 14'23"68
- Argento alla Weltklasse Zürich ( Zurigo), 5000 m piani - 14'34"82
- Oro al Prefontaine Classic ( Eugene), 5000 m piani - 14'42"01
- Oro alla Zevenheuvelenloop ( Nimega), 15 km - 48'03"
- Oro alla Great Manchester Run ( Manchester) - 30'49"

2014
- Bronzo alla Maratona di Londra ( Londra) - 2h20'35"
- Oro alla Great Manchester Run ( Manchester) - 31'09"

2016
- Oro alla Great South Run ( Portsmouth), 10 miglia - 51'49"
- Oro alla Great Manchester Run ( Manchester) - 31'16"

2017
- Argento alla Maratona di Londra ( Londra) - 2h17'56"
- Oro alla Maratona di Chicago ( Chicago) - 2h18'31"
- Oro alla Great Manchester Run ( Manchester) - 31'03"

2018
- Bronzo alla Maratona di Berlino ( Berlino) - 2h18'55"
- 6ª alla Mezza maratona di Delhi ( Nuova Delhi) - 1h08'37"
- Bronzo alla San Silvestre Vallecana ( Madrid) - 30'40"
- Oro alla Great Manchester Run ( Manchester) - 31'08"

## Riconoscimenti
- Atleta mondiale emergente dell'anno (2003)